# Estación Tío Pujio
Tío Pujio es una estación de ferrocarril ubicada en la ciudad homónima, provincia de Córdoba, Argentina.

## Servicios
La estación corresponde al Ferrocarril General Bartolomé Mitre de la red ferroviaria argentina.
Es una estación intermedia del servicio diésel de la empresa estatal Trenes Argentinos Operaciones, que se presta entre las estaciones Villa María y Córdoba.
Por sus vías transita el servicio Retiro-Córdoba, aunque no hace parada en esta.